# Jósika Miklós összes művei
A Jósika Miklós összes művei című, szépirodalmi könyvsorozatot a Franklin-Társulat 1901–1909-ben adta ki igényes nyomdai kivitelben. A sorozat a következő köteteket tartalmazta:
- Visszhangok. Kisebb regények. (1844.) 5. kiadás. (223 l.) 1901. 3.
- Akarat és hajlam. Regény. (1846.) 3. kiadás. (270 l.) 1901. 3.–
- Jósika István. Regény. 2 kötet. (1847.) 4. kiadás. (351, 363 l.) 1901. 6.–
- A gordiusi csomó. Regény. (1853.) 4. kiadás. (325 l.) 1901. 3.–
- A nagyszebeni királybíró. Regény. (1853.) 4. kiadás. (261 l.) 1901. 3.–
- Két királynő. Regény. (1857.) 4. kiadás. (279 l.) 1910. 3.–
- A rejtett seb. Regény. (1857.) 3. kiadás. (259 l.) 1901. 3.–
- A két barát. Történelmi regény. (1860.) 3. kiadás. (370 l.) 1901. 3.–
- Az első lépés veszélyei. Regény. (1860.) 4. kiadás. (260 l.) 1901. 3.–
- A tudós leánya. (1865.) 4. kiadás. (392 l.) 1901. 3.–
- Eszther. Regény. (1854.) 5. kiadás. (320 l.) 1902. 3.–
- A rom titkai. Regény. (1856.) 5. kiadás. (216 l.) 1902. 3.–
- Abafi. – Zólomi. (1836.) 10. kiadás. (340 l. és a szerző arck.) 1903. 3.–
- Pygmaleon, vagy egy magyar család Párisban. Regény. (1856.) 4. kiadás. (228 l.) 1903. 3.–
- Egy kétemeletes ház Pesten. Novella. (1847.) 4. kiadás. – Ami késik, nem mulik. Regény. (1864.) 3. kiadás. (336 l.) 1904. 3.–
- Zrinyi, a költő. Regényes krónika a XVII.századból. (1843.) 5. kiadás. 2 kötet. (237, 248 l.) 1904. 6.–
- Az utolsó Bátori. Regény. 2 kötet. (1837.) 9. kiadás. (231, 205 l.) 1904. 6.– Szív rejtelmei. Kisebb regények. (1845.) 5. kiadá...
- A csehek Magyarországban. Korrajz. I. Mátyás király idejéből. 8. kiadás. 2 kötet. (248, 255 l.) 1909. 6.–
- II. Rákóczi Ferenc. 3 kötet. 5. kiadás. (343, 351, 319 l.) 1909. 9.–